# Effektsystem
Ett effektsystem är ett avgasrör som är tillverkat för att öka effekten på motorn som det ska monteras på. När man pratar om mopedtrimning kallas ofta avgasröret för "ett effekt" men det kan även kallas för till exempel "krök" och "böj"..
Namnen krök och böj kommer ifrån avgasrörens former (nästan alla effekt har samma form) eftersom röret böjer sig i cirka 180 grader så att ljuddämparen sitter över själva röret.
Den ökande effekten beror mest på att mynningen på röret är bredare än originalrörets men olika trimrör är till för olika typer av prestanda så bredd, längd, böjning med mera gör att effekten varierar ifrån märke till märke.